# 黄芦木
黄芦木（学名：Berberis amurensis）是小檗科小檗属的植物。分布于日本、朝鲜、俄罗斯以及中国大陆的辽宁、陕西、内蒙古、甘肃、河北、山东、山西、河南、吉林、黑龙江等地，生长于海拔1,100米至2,850米的地区，多生长于沟谷、林缘、山地灌丛中、疏林中、溪旁或岩石旁，目前尚未由人工引种栽培。

## 别名
小檗（秦岭植物志） 大叶小檗（河南植物志）

## 异名
- Berberis amurensis Rupr. var. japonica Rehd.

## 外部連結
- 黃蘆木, Huanglumu（页面存档备份，存于） 藥用植物圖像數據庫 (香港浸會大學中醫藥學院) （繁體中文）（英文）